# شعب بايوت الشمالي

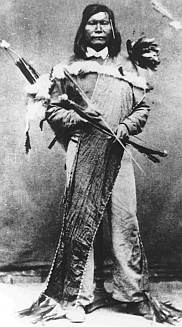

شعب بايوت الشمالي هم قبيلة نوميك عاشت بشكل تقليدي في منطقة الحوض العظيم بالولايات المتحدة في شرقي كاليفورنيا حاليًا ونيفادا الغربية وجنوب شرق أوريغون. تلاءم أسلوب حياة شعب بايوت الشمالي قبل احتكاكهم بالأوروبيين مع البيئة الصحراوية القاسية التي كانوا يعيشون فيها. احتلت كل قبيلة أو جماعة منطقة معينة، تركزت عمومًا إما على بحيرة أو منطقة رطبة تزودهم بالأسماك والطيور التي تسبح على سطح المياه. كانت حملات الصيد الجماعي، التي غالبًا ما شملت مشاركة جماعات مجاورة، تشمل صيد الأرانب والأيائل من المناطق المحيطة. يتضح أن الأفراد والأسر كانوا يتنقلون بحرية بين الجماعات المختلفة.
عاش شعب بايوت الشمالي نمط حياة بدويّ متنقلين من مكان إلى آخر متّبعين أنماط هجرة الحيوانات والغذاء الموسمي. كانوا يعيشون ضمن مجموعات صغيرة مستقلة تتألف من بضع وحدات عائلية مختلفة. لدى وصول الأجانب إلى نيفادا الغربية، تخلى شعب بايوت الشمالي عن الهجرة من أجل حماية أنفسهم وإجراء المفاوضات مع المستوطنين الجدد. نظرًا لتحول أسلوب حياتهم من النمط البدوي إلى المستقر، اعتمدت النساء بشكل أكبر على العمل بدوام كامل إلى جانب العمل المنزلي. لا يزال هذا واقعًا إلى اليوم. في بعض قبائل بايوت الشمالي، يعمل الرجال ضمن «وظائف موسمية في المراعي والمناجم، وحرّاسًا للفنادق المجاورة»، وتعمل النساء «في غسيل الملابس، والمخابز، وعلامات منزليات في المنازل والفنادق، وفي مستشفى القرية».
كانوا يجمعون جوز البينيون من الجمال خلال فصل الخريف كمصدر حيوي للغذاء في الشتاء. جمعت النساء أيضًا بذور الشعب والجذور لكونها أجزاء هامة من نظامهم الغذائي. كان اسم كل جماعة يُشتق من مصدر غذائي مميز. على سبيل المثال، كان الناس في بحيرة بيراميد يعرفون باسم كوي-وي تيكوتا (والتي تعني «آكلو الكوي-وي» أو آكلو سمك التروت». كان الناس في منطقة لوفلوك يعرفون باسم كوب تيكوتا، والتي تعني «آكلو المرموط»؛ في كان شعب حوض كارسون يعرفون باسم توي تيكوتا، والتي تعني «آكلو التول (نبتة أمريكية)». تُعرف جماعة كوكاديكادي في مقاطعة مونو، كاليفورنيا باسم «آكلو ذبابة الشواطئ».

## العلاقات مع القبائل الأخرى والمستوطنين الأوروبيين
كانت العلاقات بين شعب بايوت الشمالي وجيرانهم من قبيلة شوشوني سلمية بوجه عام. لا يوجد فرق كبير بين شعب بايوت الشمالي وشوشوني الغربية أو سوسوني. لم تكن العلاقات مع شعب واسيو أو واشو، الذين كانوا مختلفين ثقافيًا ولغويًا إلى كبير، سلمية كثيرًا. قد تكون هذه الاختلافات من حيث نمط الحياة واللغة هي السبب في انتقال شعب بايوت الشمالي من المناطق الجنوبية إلى منطقة نيفادا، كاليفورنيا حيث هم اليوم. ربما أطاحوا أيضًا بقبائل هندية أخرى ودمروها من أجل أن يسكنوا أراضيهم التي هم فيها اليوم. كان البايوت مثلًا «في حالة حرب دائمة» تقريبًا مع قبيلة كلامات جنوبهم وغربهم. كان «الأشوامي»، جنوب كلامات، أعداء أيضًا لشعب بايوت الشمالي، (لدرجة أن) الحروب القديمة لأشوامي حسب التقليد المحكي كانت مع شعب بايوت الشمالي.
بدأ الاتصال الرسمي بين شعب بايوت الشمالي والأمريكيين الأوروبيين في أوائل أربعينيات القرن التاسع عشر، إلا أن أول احتكاك بينهم ربما حصل في وقت مبكر من عشرينيات القرن التاسع عشر. على الرغم من تبني البايوت اعتمادهم على الخيول من قبائل السهول الكبرى الأخرى، إلا أن ثقافتهم في ذلك الحين لم تتأثر إلى حد كبير بالتأثيرات الأوروبية. مع اتساع المستعمرات الأمريكية الأوروبية في المنطقة، تزايدت المنافسة على الموارد النادرة. وقعت عدة مواجهات عنيفة ضمت حرب بحيرة بيراميد عام 1860، وحرب وادي أوينز الهندية التي استمرت بين عامي 1861 و1864، وحرب سنيك بين عامي 1864 و1868؛ وحرب بانوك في عام 1878. بدأت هذه الحوادث عموما بخلاف بين المستوطنين والبايوت (أفرادًا أو مجموعات) بشأن الممتلكات، وانتقام يتلوه آخر بين مجموعة وأخرى، ليأتي ردٌ مضاد أخيرًا من الطرف المقابل، تكللت في كثير من الأحيان بمشاركة مسلحة من قبل الجيش الأمريكي. كانت الوفيات أعلى كثيرًا ضمن صفوف البايوت بسبب الأمراض المعدية الأوروبية الآسيوية، مثل الجدري، الذي كان متوطنًا بين الأوروبيين. لم يمتلك السكان الأصليون أية حصانة. تقدم ساره وينيموكا في كتابها (الحياة بين صفوف البايوت 1883) رواية مباشرة حول تلك الفترة.
أسست الحكومة الأمريكية بدايةً محمية مالهور لشعب بايوت الشمالي في أوريغون الشرقية. هدفت المحمية إلى تركيز وجود البايوت هناك، لكن خطتها لم تنجح. نظرًا لبعد المسافة بين المحمية والمناطق التقليدية لمعظم الجماعات، ونظرًا لسوء ظروفها المناخية، رفض كثيرون من شعب البايوت الذهاب إليها. سرعان ما عاد أولئك الذين ذهبوا أدراجهم. تشبث البايوت بنمط حياتهم التقليدي أطول ما يمكن. عندما تسبب التدهور البيئي باستحالة بقائهم، سعوا إلى الحصول على وظائف في حقول البيض أو المزارع أو في المدن. أقاموا مستعمرات هندية صغيرة، انضم إليها عديدٌ من الشوشون، وشعب واشو في منطقة رينو.
في وقت لاحق، أنشأت الحكومة محميات أكبر في بحيرة بيراميد ووادي داك في نيفادا. بحلول ذلك الوقت، بدأ شكل المحميات الصغيرة قرب المدن أو المناطق الزراعية بالتشكل، غالبًا ما كانت تضم سكانًا من شعب البايوت الشمالي والشوشون. بدءًا من أوائل القرن العشرين، بدأت الحكومة الاتحادية في منح الأراضي لهذه المحميات. بموجب قانون إعادة التنظيم الهندي لعام 1934، اكتسبت عدة محميات فردية اعترافًا فيدراليًا باعتبارها قبائل مستقلة.

## الميثولوجيا
عاش البشر في المنطقة الممتدة بين غرب وشمال غرب الولايات المتحدة منذ أكثر من 11 ألف سنة.
إحدى الروايات التي تروي مجيء شعب البايوت الشمالي هي أن طائرًا يدعى «ساغيهن» (يُعرف أيضًا باسم سينتروسيركوس) كان الطائر الوحيد الذي نجا من فيضان هائل. أشعل ذلك الطائر نارًا وأبقى عليها مشتعلة حتى كبرت أكثر وأكثر. جفّت مياه الفيضان، وبعدها ظهر هناك رجل. ذلك الرجل كان يدعى «نوموزوهو»، وكان آكلًا للحوم البشر. أولئك البشر (ذلك الرجل وقومه) قتلوا جميع الهنود، ما عدا امرأة تمكنت من الفرار. أبقت تلك المرأة على نفسها حية عبر التنقل من مكان إلى آخر ضمن المنطقة، تلتقي وتمكث لدى عدة أشخاص مختلفين. وجدت بعد ذلك رجلًا يعيش في الجبال وتزوجته. أنجب الزوجان أربعة أطفال: اثنان من البايوت (أخ وأخت)، واثنان من البيت ريفرز (أخ وأخت). كثيرًا ما كانت المجموعتان على خلاف لأنهم كانوا من قبائل مختلفة. أبوهم (الذي يظن البعض أنه كان ئبًا) رماهم في أحواض مائية مختلفة. تسبب ذلك في افتراقهم ولكنهم استمروا في القتال والمحاربة كلما جمعت بهم السبل مرة أخرى. وهكذا تشكل شعب البايوت وأسسوا موطنهم في نيفادا، كاليفورنيا وفي أوريغون.
تحكي رواية أخرى من قصة الخلق عن رجل وامرأة سمعتا صوتًا من داخل قنينة. ألقوا محتويات القنينة، وسقطت منها أربعة كائنات: صبيان وبنتان. انقسم هؤلاء الاربعة بين الخير والشر. كان يتعين على المرأة حماية ورعاية الشخصين الصالحين (البايوت) بينما يخضع الآخران للرجل. تركت المجموعتان من الأزواج (الخير والشر) الرجل والمرأة. أشعل كل زوج نارًا: أشعل الشخصان الجيدان نارًا مع أقل دخان ممكن، وأشعل الشريران نارًا مع دخان كثيف. جعل ذلك منهما أعداءً، حتى قبل أن يدبر لهما الغرباء المكائد ضد بعضهم. قامت الحرب والصراع بينهم منذ ذلك الحين.